# Пајлот Гроув (Мисури)
Пајлот Гроув (енгл. Pilot Grove) град је у америчкој савезној држави Мисури.

## Демографија
По попису из 2010. године број становника је 768, што је 45 (6,2%) становника више него 2000. године.
| Група             | 2000.       | 2010.       |
| Белци             | 700 (96,8%) | 736 (95,8%) |
| Афроамериканци    | 7 (1,0%)    | 10 (1,3%)   |
| Азијати           | 0 (0,0%)    | 3 (0,4%)    |
| Хиспаноамериканци | 4 (0,6%)    | 8 (1,0%)    |
| Укупно            | 723         | 768         |